# Vena Sera
Vena Sera – czwarty album studyjny zespołu Chevelle.

## Lista utworów
1. "Antisaint" – 4:21
2. "Brainiac" – 3:21
3. "Saferwaters" 4:11
4. "Well Enough Alone" – 4:18
5. "Straight Jacket Fashion" – 4:02
6. "The Fad" – 3:37
7. "Humanoid" – 3:59
8. "Paint the Seconds" – 3:58
9. "Midnight to Midnight" – 4:24
10. "I Get It" – 3:55
11. "Saturdays" – 4:06

### iTunes Bonus
1. "In Debt to Earth" - 4:12

### Best Buy Bonus
1. "Sleep Walking Elite" - 3:40
2. "Delivery" - 3:03